# شون توماس (كاتب)
شون توماس (بالإنجليزية: Sean Thomas)‏ هو كاتب بريطاني، ولد في 1963.

## وصلات خارجية
- شون توماس على موقع ميوزك برينز (الإنجليزية)